# St. Mariä Himmelfahrt (Camburg)

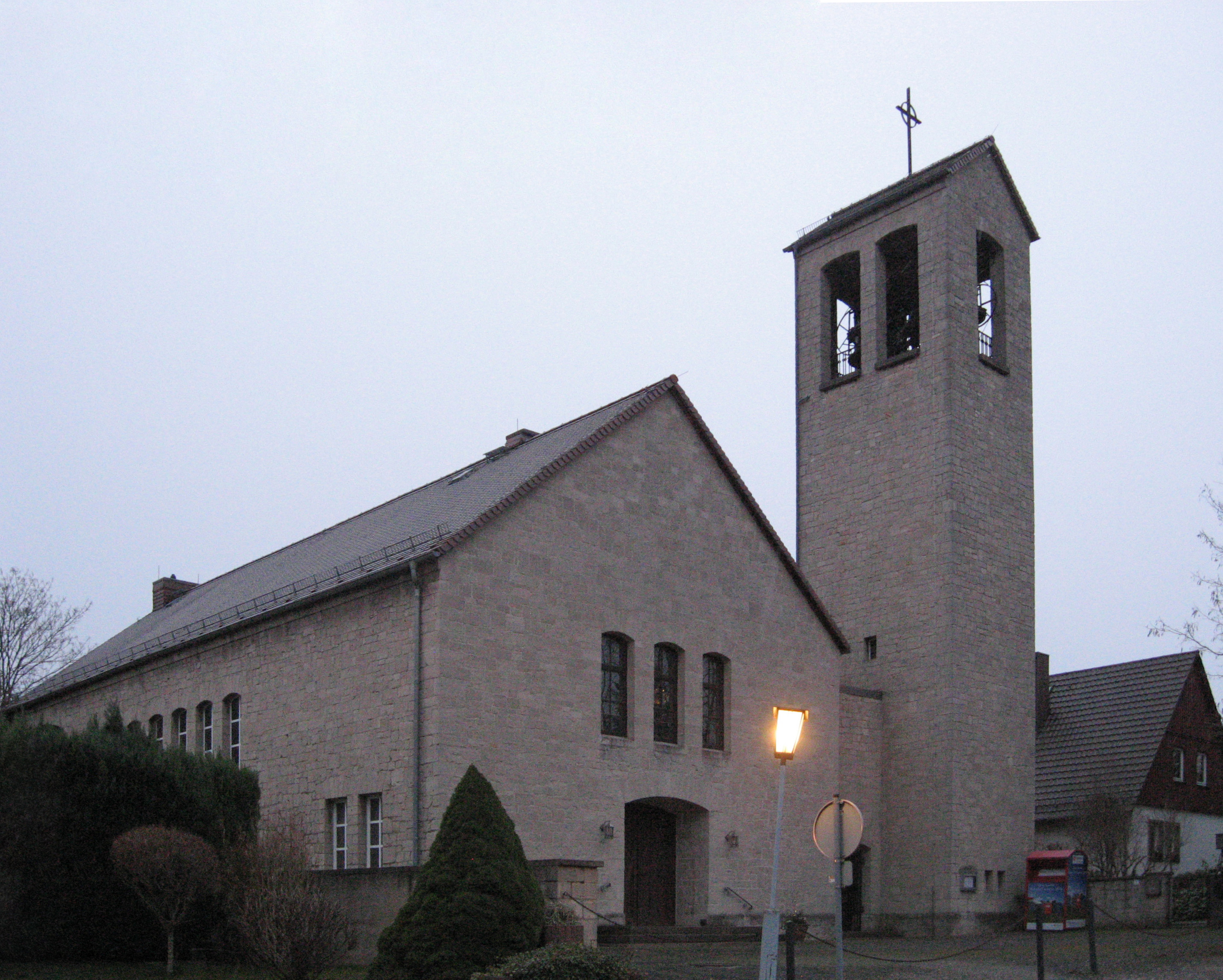
Katholische Mariä-Himmelfahrts-Kirche in Camburg; rechts das Pfarrhaus

Die römisch-katholische Filialkirche St. Mariä Himmelfahrt steht in Camburg im thüringischen Saale-Holzland-Kreis. Sie ist Filialkirche der Pfarrei St. Johannes Baptist Jena im Dekanat Weimar des Bistums Erfurt. Sie trägt das Patrozinium Mariä Himmelfahrt.

## Geschichte
Die Grundsteinlegung zum Gotteshaus erfolgte 1954. Die Kirche mit dem Patrozinium Mariä Himmelfahrt  wurde 1956 von katholischen Flüchtlingen aus Schlesien, dem Sudetenland und dem Ermland erbaut und durch Weihbischof Freusberg aus Erfurt geweiht. 1958 wurden der Turm und die Glocken geweiht.

## Orgel
Die Orgel mit vier Registern, auf einem Manual und angehängtem Pedal wurde 1959 vom Orgelbauer Lothar Heinze erbaut. Register- und Tontraktur sind mechanisch. Die Disposition lautet wie folgt:
Manual C–f³: Gedackt 8′, Rohrflöte 4′, Principal 2′, Stiftflöte 1′
Pedal C–d¹

## Seelsorger
Die Reihe der katholischen Priester von Camburg lautet:
- Joseph Schiefer (Übernahme der Seelsorge von Jena aus), 1942–1948
- Peter Marzen, 1948–1950
- Fritz Bauer, 1950–1953
- Wilhelm Götzendörfer, 1952–1953
- Karl Herbst, 1953–1959
- Alois Fiederling, 1959–1965
- Albin Rink, 1966–1973
- Rudolf Bodechtel, 1973–1991
- Bernhard Bock (Studentenseelsorger in Jena), 1991–2005
- Norbert Winter (Krankenhausseelsorger in Jena), 2005–2012
- Adolf Rudolf (Gemeindepfarrer in Apolda), 2005–2007
- Herbert Stephan Meyer (Gemeindepfarrer Apolda), 2007–2014
- Ansgar Paul Pohlmann (Gemeindepfarrer Jena), 2014–2015
- Stephan Riechel, seit 2015